# Јован Вељковић
Јован Вељковић (Параћин, 1798 – Београд, 2. мај 1874) био је српски официр и политичар. Вељковић је био попечитељ правосуђа Кнежевине Србије.

## Биографија
Вељковићи воде порекло од Миљка Биљарца, народног првака и ктитора школа, градитеља црква за време Турака. Биљарци воде порекло са Косова. Пред почетак Првог српског устанка су се налазили у Параћину.
Јованов отац Вељко Миљковић је био параћински кнез и један од вођа устанка под Карађорђем, пуковник и попечитељ правосуђа. Осим најстаријег Јована, имао је још сина Антонија и кћерку Каравиљку.
Јован је у договору с кнезом Милошем 1832. године је покренуо буну у параћинској нахији, након чега је поред параћинске још шест нахија, у складу с Букурешким мировним споразумом из 1812. године, враћено Србији.
Од 1832. године био је старешина Параћинске капетаније, која је са Ражањском и Алексиначком капетанијом чинила Параћински нахију. Вршећи ту дужност, надгледао је 1833. исељавање Турака из сокобањског краја. Био је старешина локалне власти Бањског округа 1835, а почетком 1836. је постављен за исправника Алексиначког окружја.
Средином тридесетих година 19. века прикључио се опозицији против кнеза Михаила. Био је је један од организатора Милетине буне у параћинском крају. Године 1837. учествовао је у решавању пограничних спорова са Турском у околини Ниша.
Након установљавања Апелационог суда марта 1839. је постао његов члан. У Јовановој буни безуспешно је покушавао да умири побуњене војнике у Крагујевцу, који су га због тога ухапсили, а пуштен је на слободу тек после завршетка побуне. Као члан Апелационог суда је био у делегацији која је 1840. године дочекала кнеза Михаила приликом његовог доласка у Србију.
Пошто су га присталице Обреновића из оптужиле да је вучићевац 1840, напустио је службу. Затим се поново вратио у службу као судија у Крушевачком суду и његов председник. Био је један од организатора Вучићеве буне у моравском и ресавском крају. Након бекства кнеза Михаила, са осталим уставобранитељским првацима је тражио од турских званичника пренос власти на Вучића и Петронијевића.
Када су пограничне српске власти разориле арнаутске воденице, уследио је напад на српску караулу у Козничком срезу, а вероватно би се све завршило на овом сукобу да Турци нису поставили територијалне претензије. Тада је кнез Милош посало Јована Вељковића, као главног војног комисара и који је и претходно решио нека спорна питања с нишким пашом, а потом и са изаслаником лесковачког паше у Козничком срезу.
Од новембра 1842. године био је члан Совјета, по доласку на власт кнеза Александра Карађорђевића је постављен за попечитеља финансија. Током такозване Тенкине завере, заједно са другим уставобранитељима, дао је оставку на место у Совјету. Затим се поново вратио у Својет, након Етем-пашине мисије 1858. и ту дужност је обављао до 1859. године. Након повратка кнеза Милоша у Србију није се више бавио политиком.
Када је 1862. године бомбардован Београд, као старац се пријавио да се бори на барикадама с пушком у руци.
Одликован је турским орденом Нишан ифтихар.
Био је колекционар оружја и претплатник првих издања „Београдских новина“.
Умро је 1874. године у Београду, у својој кући на Врачару.

## Лични живот
Његов старији син, Јеврем Вељковић је завршио војну школу у Пруској и био је ађутант кнеза Михаила, а млађи син Стојан је докторирао права и био је министар правде, председник Касационог суда, заједно са Јованом Ристићем творац Устава из 1869. и професор Римског и Кривичног права не Београдском Лицеју.